# Ashnikko
 (avril 2022).
La mise en forme du texte ne suit pas les recommandations de Wikipédia : il faut le « wikifier ».
Les points d'amélioration suivants sont les cas les plus fréquents. Le détail des points à revoir est peut-être précisé sur la page de discussion.
- Les titres sont pré-formatés par le logiciel. Ils ne sont ni en capitales, ni en gras.
- Le texte ne doit pas être écrit en capitales (les noms de famille non plus), ni en gras, ni en italique, ni en « petit »…
- Le gras n'est utilisé que pour surligner le titre de l'article dans l'introduction, une seule fois.
- L'italique est rarement utilisé : mots en langue étrangère, titres d'œuvres, noms de bateaux, etc.
- Les citations ne sont pas en italique mais en corps de texte normal. Elles sont entourées par des guillemets français : « et ».
- Les listes à puces sont à éviter, des paragraphes rédigés étant largement préférés. Les tableaux sont à réserver à la présentation de données structurées (résultats, etc.).
- Les appels de note de bas de page (petits chiffres en exposant, introduits par l'outil «  Source ») sont à placer entre la fin de phrase et le point final[comme ça].
- Les liens internes (vers d'autres articles de Wikipédia) sont à choisir avec parcimonie. Créez des liens vers des articles approfondissant le sujet. Les termes génériques sans rapport avec le sujet sont à éviter, ainsi que les répétitions de liens vers un même terme.
- Les liens externes sont à placer uniquement dans une section « Liens externes », à la fin de l'article. Ces liens sont à choisir avec parcimonie suivant les règles définies. Si un lien sert de source à l'article, son insertion dans le texte est à faire par les notes de bas de page.
- La présentation des références doit suivre les conventions bibliographiques. Il est recommandé d'utiliser les modèles {{Ouvrage}}, {{Chapitre}}, {{Article}}, {{Lien web}} et/ou {{Bibliographie}}. Le mode d'édition visuel peut mettre en forme automatiquement les références.
- Insérer une infobox (cadre d'informations à droite) n'est pas obligatoire pour parachever la mise en page.

Pour une aide détaillée, merci de consulter Aide:Wikification.
Si vous pensez que ces points ont été résolus, vous pouvez retirer ce bandeau et améliorer la mise en forme d'un autre article.
Ashton Nicole Casey (née le 19 février 1996), plus connue sous le nom d'Ashnikko (/ˈæʃniːkoʊ/), est une chanteuse, compositrice et rappeuse américaine vivant à Londres. Elle s'est fait connaître avec son single Stupid de 2019 avec Yung Baby Tate, qui a gagné en popularité virale sur la plateforme de partage vidéo TikTok et a été certifié or aux États-Unis et au Canada. Précédé des singles Cry et Daisy, le premier album d'Ashnikko sort le 15 janvier 2021. Son second album, Weedkiller, sort le 25 août 2023 avec ses nouveaux singles You Make Me Sick! et Worms.

## Biographie
Ashton Nicole Casey est née le 19 février 1996 à Oak Ridge, en Caroline du Nord, et a grandi dans la ville de Greensboro.
Dans sa jeunesse, elle est exposée par ses parents à une variété de genres musicaux, comme la musique country ou le groupe Slipknot par exemple. Cette exposition fait naître son intérêt pour la musique, et elle s'intéresse progressivement à d'autres genres musicaux tels que le rap, qu'elle dit avoir découvert à l'âge de dix ans en écoutant l'artiste M.I.A.
Quand elle est adolescente, sa famille a déménagé en Estonie pour les études de son père, où elle a passé un an avant de s'installer à Riga, en Lettonie,.
À l'âge de 18 ans, Ashnikko s'est installée seule à Londres, en Angleterre,.

## Carrière

### 2016-2019: Début de carrière etHi It's Me
La première chanson d'Ashnikko, Krokodil, a été produite par Raf Riley et publiée sur SoundCloud en juillet 2016. Ashnikko a sorti son premier EP, Sass Pancakes sous Digital Picnic Records en 2017. L'EP a été produit par Raf Riley et comporte des apparitions d'Avelino. Le deuxième EP d'Ashnikko, Unlikeable, est sorti en novembre 2018. L'EP a produit les singles Blow, Nice Girl, Invitation avec Kodie Shane et No Brainer.
Ashnikko a sorti son troisième EP Hi It's Me en juillet 2019. L'EP a été précédé par le single promotionnel Special et a été lancé en même temps que la chanson titre et le single principal de l'EP, Hi It's Me.
Le deuxième single officiel, Stupid, avec Yung Baby Tate, a gagné une popularité virale sur la plateforme de partage vidéo TikTok. La chanson a atteint la première place du classement Bubbling Under Hot 100, du classement Bubbling Under R&B/Hip-Hop et du classement Spotify Viral 50. Stupid a également été certifié or aux États-Unis en août 2020, ainsi qu'au Canada,.
Une autre chanson du EP, Working Bitch, a également trouvé sa place sur TikTok. Elle s'est lancée dans une tournée nord-américaine en octobre 2019 en première partie du rappeur américain Danny Brown. Ashnikko a sorti le single promotionnel Halloweenie II : Pumpkin Spice en octobre 2019. Ashnikko a co-écrit huit chansons, dont deux sur lesquelles elle figure, sur le premier album de Brooke Candy, qui est sorti en octobre 2019.

### 2020-présent: Percée etDemidevil
Ashnikko a co-écrit la chanson Boss Bitch pour la rappeuse américaine Doja Cat, qui a été incluse dans la bande originale du film Birds of Prey. Avant la pandémie COVID-19, Ashnikko devait accompagner Doja Cat lors de sa tournée Hot Pink à travers les États-Unis en mars 2020, avant que celle-ci ne soit annulée. En mars 2020, Ashnikko a sorti le single indépendant Tantrum. Plus tard dans le mois, elle a joué Tantrum en direct dans le cadre de l'événement Digital Fader Fort.
Cry, avec la musicienne canadienne Grimes, est ensuite sorti en juin 2020, en même temps qu'un clip musical animé. Le clip musical de la chanson a été nommé pour le « Meilleur clip pop - Royaume-Uni » aux UK Music Video Awards 2020.
Ensuite, Daisy est sorti en juillet 2020, et un vidéoclip de la chanson est sorti en collaboration avec Beats by Dre et TikTok un mois plus tard. Daisy est devenu le hit de la percée d'Ashnikko, s'imposant au niveau international dans des pays comme l'Australie, la Belgique et le Royaume-Uni. Elle a atteint un sommet, se classant à la 24e place du hit-parade britannique des singles, devenant son premier hit et son premier top 40 au Royaume-Uni. La troisième chanson d'Ashnikko pour Halloween, Halloweenie III: Seven Days, est sortie en octobre 2020. Elle est nommée dans la catégorie Best Push Act aux MTV Europe Music Awards 2020.
Cry et Daisy apparaissent toutes deux sur la première mixtape d'Ashnikko, Demidevil, qui est sortie le 15 janvier 2021.
En mai 2021, elle sort Slumber Party avec Destiny Frasqueri, une chanson dédiée à une fille dont elle est tombée amoureuse mais qui était déjà en couple.
Ashton Casey a coécrit la chanson Frost qui figure dans l'album The Chaos Chapter: Freeze du boys band coréen Tomorrow X Together sorti le 31 mai 2021 et dans sa réédition The Chaos Chapter: Fight or Escape sortie le 17 août 2021. Elle a envoyé la chanson en anglais à TXT puis elle a ensuite été traduite en coréen. Le début du morceau est un clin d'œil à son rire et son cri signatures qu'elle fait dans ses chansons, et certains fans ont instantanément pensé à elle avant de découvrir qu'elle avait participé à l’écriture. Elle a également fait un TikTok pour promouvoir et soutenir la chanson.

## Style musical
Ashnikko possède un registre vocal mezzo-soprano. Son style musical a été décrit par la critique comme une fusion de plusieurs genres, dont la pop, la pop indépendante et le rock. Elle a décrit son style de musique comme « musique de colère, punk, hip hop, sad-girl-féministe, bubblegum, poo-poo », et a précisé que sa musique n'est pas destinée à être comique ou parodique.
Ashnikko est influencée par la mode de rue de Tokyo, la mode de style Harajuku, quartier branché de la métropole japonaise réputé pour ses extravagances vestimentaires.
Elle a cite de nombreuses artistes comme inspiration : M.I.A., Gwen Stefani, Lil' Kim, Björk, Paramore, Avril Lavigne, Nicki Minaj, Missy Elliott, Dolly Parton, Janis Joplin et Joan Jett, et a déclaré que sa chanson préférée est Bossy de Kelis. Elle a également cité Doja Cat, Grimes, Tierra Whack, Rico Nasty, Princess Nokia, Kim Petras et Charli XCX comme étant ses « pairs » et des artistes qu'elle « respecte vraiment ».

## Récompenses et nominations
| Organisation            | Année | Catégorie                 | Œuvre nommée          | Résultat   | Ref.   |
| ----------------------- | ----- | ------------------------- | --------------------- | ---------- | ------ |
| MTV Europe Music Awards | 2020  | Best Push Act             | Lui-même              | Nomination | [ 9 ]  |
| UK Music Video Awards   | 2019  | Best Pop Video - Newcomer | Hi, It's Me           | Lauréat    | [ 10 ] |
| UK Music Video Awards   | 2020  | Best Pop Video - Newcomer | Drunk With My Friends | Nomination | [ 11 ] |
| UK Music Video Awards   | 2020  | Best Pop Video - UK       | Cry                   | Nomination | [ 11 ] |